# Asparagus gobicus
Asparagus gobicus är en sparrisväxtart som beskrevs av N.A. Ivanova och Valery Ivanovich Grubov. Asparagus gobicus ingår i släktet sparrisar, och familjen sparrisväxter. Inga underarter finns listade i Catalogue of Life.